# Margaret Whiting
Margaret Eleanor Whiting (Détroit, 22 juillet 1924 - Englewood, 10 janvier 2011) est une chanteuse américaine.
Chanteuse populaire et de musique country, elle est particulièrement populaire au cours des années 1940 et 1950.

## Biographie
Margaret Eleanor Whiting naît à Détroit, mais sa famille déménage à Los Angeles en 1929, alors qu'elle a cinq ans. Son père, Richard Whiting, est un compositeur réputé de chansons populaires, notamment de Ain't We Got Fun? et On the Good Ship Lollipop. Sa tante Margaret Young est chanteuse dans les années 1920. La voix de Margaret est remarquée dès son enfance. À sept ans, elle chante pour le chanteur et parolier Johnny Mercer, avec qui son père avait collaboré. En 1942, Mercer co-fonde le label Capitol Records et signe avec Margaret un de ses premiers contrats.
La sœur de Margaret, Barbara Whiting Smith (en), devient également actrice (Junior Miss, Beware, My Lovely) et chanteuse.

### Chanteuse
Margaret Whiting fait ses premiers enregistrements en tant que chanteuse vedette de plusieurs orchestres, auprès de Freddie Slack, Billy Butterfield ou encore Paul Weston (en).
En 1945, elle commence à enregistrer sous son propre nom. Elle enregistre notamment :
- Slippin' Around, un duo avec Jimmy Wakely (numéro 1 au hit en 1949)
- Baby, It's Cold Outside (en duo avec Johnny Mercer, 1949)[2]
- Silver Bells (en duo avec Jimmy Wakely, 1951)

Whiting continue à enregistrer pour Capitol jusqu'au milieu des années 1950, mais elle rencontre moins de succès. Elle change plusieurs fois de label, signe avec Verve Records dans les années 1960, puis London Records en 1966. Elle enregistre notamment The Wheel of Hurt, no 1 de l'Easy Listening singles chart et sort son dernier album en 1991.

### Télévision
Margaret et Barbara Whiting jouent leur propre rôle dans la sitcom Those Whiting Girls, de 1955 à 1957,.
Margaret Whiting est une invitée régulière des émissions de variétés et des talk-shows américains dans les années 1950, 1960 et 1970.

### Vie privée
Margaret Whiting se marie quatre fois :
- avec Hubbell Robinson Jr, écrivain, producteur et directeur de télévision (du 29 décembre 1948 au 18 août 1949)[4]
- avec Lou Busch (en), pianiste (du 19 août 1950 au 17 décembre 1953). Ils ont une fille, Deborah, née en 1950.
- avec John Richard Moore (Richard Moore (directeur de la photographie) ?), un des fondateurs de la société Panavision (du 13 avril 1958 au 25 mars 1961).
- avec Jack Wrangler (en) (de son vrai nom John Stillman), un ancien acteur pornographique gay (de 1994 à la mort de Jack Wrangler le 7 avril 2009)[5].

Whiting meurt le 10 janvier 2011 à 86 ans, à Englewood, dans le New Jersey.